# Reduta Narodowa

Belgijskie twierdze (niebieskie plamy) na mapie (stan w 1914)

Reduta Narodowa (fr. Reduit national) – część terytorium Belgii i  system umocnień ją otaczający. W założeniach miała stanowić ostatni punkt oporu przeciw wojskom niemieckim i utrzymać się do czasu ofensywy sojuszników.
Głównym punktem obszaru była twierdza Antwerpia (zbudowana w latach 1859–1904), unowocześniona w latach 1934–1940. Umocnienia składały się z 370 żelbetowych schronów, 13 fortów (zmodernizowanych) i 9 redut.
Przebieg linii umocnień: rzeką Rupel, Skaldą, następnie na południe od Gandawy, rzekami Leie i Mondel, kanałem Roeselare–Handzame, a następnie rzeką IJzer do Nieuwpoort.
W czasie kampanii belgijskiej, rozpoczętej 10 maja 1940 roku, siły niemieckie weszły do Antwerpii 18 maja, wychodząc tym samym na tyły umocnień, co zakończyło ich przydatność.